# Biegus płowy
Biegus płowy, kuliczek płowy (Calidris subruficollis) – gatunek małego ptaka wędrownego z rodziny bekasowatych (Scolopacidae). Jest narażony na wyginięcie.

## Systematyka
Dawniej zaliczano go do monotypowego rodzaju Tryngites; na podstawie badań, których wyniki opublikowano w 2012 roku, przeniesiono go do rodzaju Calidris. Nie wyróżnia się podgatunków.

## Występowanie
Zamieszkuje środkową część kanadyjskiej Arktyki, północną Alaskę, Wyspę Wrangla, północny Półwysep Czukocki oraz wyspę Ajon. Zimuje w Ameryce Południowej od południowo-wschodniej Boliwii i Paragwaju po południową Brazylię, Urugwaj środkowo-wschodnią Argentynę. Sporadycznie zalatuje do Europy. W Polsce do 2020 roku stwierdzono go 27 razy (obserwowano w sumie 28 osobników), po raz pierwszy w 1978 roku.

## Morfologia
WyglądBrak wyraźnego dymorfizmu płciowego oraz zmian w ciągu roku. Zasadniczo rdzawobrązowy z beżowobiałym brzuchem i spodem piersi. Dziób krótki, czarny. Nogi stosunkowo długie, żółte. W locie białe plamy na spodzie skrzydeł.
Wymiary średniedługość ciała 18–20 cm
rozpiętość skrzydeł 43–47 cm
masa ciała: samce 53–117 g; samice 46–81 g

## Ekologia i zachowanie
BiotopTundra, zimą pampa.
GniazdoNa ziemi.
JajaW ciągu roku wyprowadza jeden lęg, składając 4 jasnobrązowe w ciemne cętki jaja. Składanie jaj odbywa się w czerwcu.
WysiadywanieJaja wysiadywane są od zniesienia pierwszego jaja przez okres 23–25 dni przez samicę.
PisklętaZaczynają latać po 16–20 dniach.
PożywienieBezkręgowce, głównie owady.

## Status i ochrona
IUCN od 2024 roku uznaje biegusa płowego za gatunek narażony (VU, Vulnerable); wcześniej, od 2000 roku klasyfikowano go jako gatunek bliski zagrożenia (NT, Near Threatened), a od 1988 roku jako gatunek najmniejszej troski (LR/LC – Lower Risk/Least Concern). Liczebność światowej populacji, według szacunków z 2024 roku, zawiera się w przedziale 84 000 – 364 000 dorosłych osobników. Trend liczebności populacji uznawany jest za silnie spadkowy. Na przełomie XIX i XX wieku populacja tego gatunku liczyła od kilkuset tysięcy do kilku milionów osobników, jednak wskutek intensywnych polowań i utraty siedlisk ptak ten był bliski wymarcia na początku lat 20. XX wieku.
W Polsce objęty ochroną gatunkową ścisłą.